# Это всё…
«Это всё…» — девятый студийный альбом группы «ДДТ», выпущенный в 1995 году. Звукорежиссёр — Александр Докшин.

## Об альбоме
В отличие от предыдущего альбома «Актриса Весна», записанного за две недели, работа над диском «Это всё…» растянулась почти на год. Виной тому послужили очередные ротации в составе коллектива, а также большое количество материала, скопившегося у Юрия Шевчука. Первоначально альбом предполагался двойным, куда вошли бы, с одной стороны, имевшиеся в запасе у группы социально-драматические композиции, («Российское танго», «Правда на правду», «Рождённый в СССР» и др.), с другой — лирические баллады («Это всё…», «Белая ночь»). Большое число приглашённых музыкантов привнесло в альбом разные стили и музыкальные идеи.
Когда был вынужден уйти Андрей Муратов, Шевчук пообещал Курылёву новую гитарную музыку без клавиш. В группу пришёл соло-гитарист Артур Овсепян, ему было 19 лет; под вопросом стало участие Андрея Васильева. Курылёв взял ритм-гитару, так как в записи альбома должен был принять участие бас-гитарист и основатель группы «Чёрный Обелиск» Анатолий Крупнов.

 Осенью 1993 г. на бас был приглашен из Москвы Анатолий Крупнов. В таком составе мы начали готовить новую программу и сделали несколько вещей: «Духи», «Белая река», «Глазища», «Российское танго». Однако после Нового Года Толик на очередную репетицию из Москвы не приехал, а рванул в Таиланд, что означало лишь одно — нам опять пришлось перестраивать ряды. Стремительные «Духи» сохранили в себе детали аранжировки, придуманной ещё с Толей.— Вадим Курылёв
Влияние Крупнова также заметно в партии бас-гитары на песне «Агидель (Белая река)» и коде композиции «Жизнь на месте»; все партии бас-гитары исполнил Вадим Курылёв. После отъезда Крупнова Андрей Васильев оказался на привычном месте, вернулся Никита Зайцев, теперь уже в роли приглашённого скрипача-солиста. Из Москвы вместо Крупнова приехал старый друг Шевчука Сергей Рыженко, чтобы занять место клавишника и второго скрипача. На соло-гитаре остался Артур Овсепян.
В работе снова после «Пластуна» были задействованы музыканты-академисты — струнный квартет «Санкт-Петербуpг Моцартеум». Также «ДДТ» впервые работала со звукорежиссёром петербургской «Мелодии» Александром Докшиным, известным своим придирчивым отношением к качеству записи.
Весной 1994 года уже были назначены концерты с новой программой, но времени на доработку альбома практически не осталось и программа вышла недоделанная. Запись концерта в Минске оставляла желать лучшего. Годного концертного альбома, как с «Чёрным псом Петербургом», не получилось, и вскоре началась студийная работа. Были выбраны песни для первой части, позже намеревались записать и вторую, но этого не произошло. Остальные композиции позже увидели свет на диске «Рождённый в СССР», в редактированной концертной версии.
По словам Вадима Курылёва, несмотря на краткость (всего 8 песен), «Это всё…» вышел удивительно ёмким и уверенным. Сильная философская баллада («Белая ночь») и три «народных» хита («Ветер», «Белая река» и «Это всё») позволили альбому стать серьёзным студийным шедевром группы, соединившем в себе лирику «Актрисы Весны», рок-н-ролл «Оттепели» и программность «Чёрного пса». В тот момент страна ещё не слышала «Пластуна», зато все знали «Что такое осень», и это склоняло общественное мнение о ДДТ в сторону эстрадно-авторского жанра. Положение как-то спасал «Чёрный пес Петербург», но он сам содержал в себе «осенние» хиты. Необходим был мощный новый альбом — и он получился. Название выбрано абсолютно удачным, ведь «Это всё…» действительно закрывал собой целую эпоху в жизни группы — революция закончилась.
Шевчук вспоминал об этой работе: «Она была поставлена как бы в пылу: „Чёрный Пес“ получился — и мы тут же… Мы хотели ещё глубже нырнуть в искусство, но, наверное, это не совсем получилось. Потому что для того, чтобы что-то большое написать, необходим какой-то временной минимум, период накопления. Нужно накопить в себе что-то… А тогда у нас времени не было. Масса каких-то динамичных действий в стране, октябрь 93-го… Ну, и альбом-то получился такой… „социальный“. Даже не сам альбом, а концертная программа».
Было снято три клипа: «Белая река» (1994, режиссёр — Борис Деденёв), «Ветер» и «Белая ночь» (1995, режиссёр — Сергей Овчаров).
В журнале «Rock-Fuzz» по итогам 1995 года альбом «Это все…» занял 3 место, клип «Белая река» — 2 место, группа ДДТ — 3 место.

## Детали издания
Оформление обложки и разворота альбома делал Владимир Дворник. Альбом был издан на компакт-дисках и магнитофонных кассетах. Также музыканты «ДДТ» по приглашению петербургского пианиста и певца Юрия Степанова приезжали в Великобританию, для чего была выпущена специальная кассета «Белая река», частично повторявшая содержание «Это всё…».
В феврале 2016 года издательство Imagine Club выпустило винил «Это всё…», с новым мастерингом, в количестве 1000 копий. Каждая пластинка имеет индивидуальный номер. Тираж напечатан в Германии.

## Список композиций
1. «Глазища» — 5:09
2. «Ветер» — 4:52
3. «Четыре окна» — 4:17
4. «Белая ночь» — 6:54
5. «Российское танго» — 5:01
6. «Агидель (Белая река)» — 4:58
7. «Жизнь на месте» — 3:50
8. «Это всё…» — 7:46
9. «Это всё…» (ремикс К. Шумайлова, 1998 г.) — 4:40 (бонус переиздания 2001 года)

### Сингл

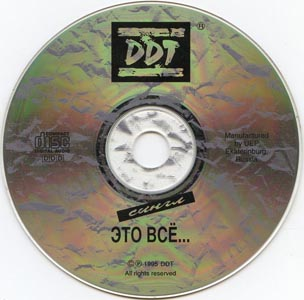
Сингл «Это всё»

- В том же 1995 году к альбому был выпущен сингл «Это всё… Сингл»[14] с песнями:

1. Глазища
2. Ветер
3. Четыре окна
4. Белая ночь

Единственный известный экземпляр не содержит бумажной полиграфии.

## В записи участвовали
- Юрий Шевчук — вокал, акустическая гитара (7), барабанный проигрыш (8)
- Игорь Доценко — ударные, перкуссия (7), бубен (6, 8), хор (3), кашель (4), большой барабан (4)
- Андрей Васильев — электрогитара (1, 3, 5)
- Вадим Курылёв — бас, электрогитара (1, 2, 5, 6), акустическая гитара (2, 4 (12-ти струнная), 6, 7, 8), вокал (2, 4, 6, 7, 8), барабанный проигрыш (8)
- Александр Бровко — акустическая гитара (4 — припевы), электрогитара (8), барабанный проигрыш (8)
- Артур Овсепян — электрогитара (1, 2, 3, 5, 6, 8)
- Михаил Чернов — бас кларнет (5)
- Сергей Рыженко — клавишные (1, 2, 4, 5), вокал (1, 2, 3, 4, 6), скрипка (4 — первое соло, 5, 8)
- Никита Зайцев — скрипка (3, 4 — второе соло)
- Марина Капуро — вокал (4, 6, 7)
- Татьяна Капуро — вокал (4, 6, 7)
- Струнный квартет «Санкт-Петербург Моцартеум» (4): Н. Хан — альт, Е. Савраская — 1-я скрипка, Л. Борисов — 2-я скрипка, Э. Хазиахметов — виолончель
- Александр Докшин — звукорежиссёр

Содействие: фирма «Кумир» (Иваново), «МСБ Банк» (Москва), АО «Банк Санкт-Петербург», ТОО «Петросиб» (Санкт-Петербург).

## Песни
- Агидель — башкирский бальзам и название реки Белой. Юрий Шевчук называл «Агидель» напитком своей юности[15]. По его словам, «„Белая река“ — это юность. Ильдус Илишев, помните такого министра культуры Башкирии? Я ему посвящал эту песню. Юность — это мои друзья»[16].
- Песня «Attraverso me» из альбома Quel punto Адриано Челентано вменяется Шевчуку как исходный материал построения главного риффа трека «Ветер», с обвинениями в плагиате[17][18][19]. Поясняет Вадим Курылёв:

Это не плагиат, а просто совпадение. Мелодия там совсем другая, гитарный рифф действительно очень похож. Но его придумал я, а не Шевчук, и вообще ещё за несколько лет до написания им «Что нам ветер», в 1990 году. Так что Челентано тут вообще ни при чём. Правда, мой рифф игрался на трех аккордах: Em C D. В песне же ЮЮ повторялись между куплетами четыре аккорда: Em C Am D, и я уложил рифф в эту гармонию, слегка его изменив. Я придумал этот рифф для гитары с фуззом, но во время записи решено было сыграть песню на 12-струнной гитаре, включая и рифф. Написана песня была ещё в 1993 году. Первую версию «Ветра» (уже с этим риффом) мы играли на концертах и записали для какого-то фильма ещё в начале 1994 года, но песня туда не вошла, а потом для альбома мы записали её заново уже осенью. То, что это похоже на Челентано, мы вообще узнали года три спустя.— В. Курылёв
Отвечая на вопросы на сайте «Электрических партизан», Курылёв заявил с полной ответственностью, что группа «ДДТ» никогда специально ничего и ни у кого не воровала. Наоборот, очень много материала было забраковано именно из-за схожести. По словам гитариста, невозможно переслушать всю рок-музыку мира, чтобы избежать повторений — так или иначе, они вкрадываются в творчество любой группы — даже самой талантливой. И если придраться к риффу, то остальную музыку «ДДТ» нельзя воспринимать как полностью оригинальную. По мнению Алексея Мажаева, случай с «кражей» «Что нам ветер» курьёзен — Шевчук и Курылёв просто физически не могли услышать новинку Адриано Челентано. С течением времени музыканты изменили аранжировку песни «Ветер», впервые представив её в новом виде в программе «Мир номер ноль». В таком же варианте она исполнялась в концертной программе «История звука» (2016—2019 годы), а на экране под эту песню появлялись изображения ныне покойных музыкантов Ленинградского рок-клуба.
- Песня «Это всё» заняла 16-е место в списке 500 лучших песен русского рока по версии слушателей «Нашего радио» (высшее среди всех песен ДДТ)[24]. Существует версия песни  для сборника «Мы идём на восток» (с неверным названием «Вот и всё»)[25].